# Carl Mayer Rothschild
Carl Mayer von Rothschild, pravim imenom Kalman Mayer Rothschild (Frankfurt na Majni, 24. travnja 1788. – Napulj, 10. ožujka 1855.), njemačko-židovski bankar u Kraljevini Obaju Sicilija i osnivač napuljskog ogranka obitelji Rothschild.
Rodio se u Frankfurtu kao četvrti sin Mayer Amschel Rothschild (1744. – 1812.) i Gutlé Schnapper Rothschild (1753. – 1849.). Godine 1822. dobio je, zajedno s braćom, naslov nasljednog austrijskog baruna. Preselio se u Napulj gdje je osnovao bankarsku podružnicu C M von Rothschild & figli, koja je financirala isušivanje toskanskih močvara, javne radove na Sardiniji i financijski potpomagala Papinsku Državu. Tijekom života obnašao je dužnosti pruskog kraljevskog tajnog vijećnika, tajnog vijećnika Elektorata Hessen te glavnog tajnika Sicilije i Kneževine Parma.
Dana 16. rujna 1818. godine oženio je Adelheidu Herz (1800. – 1853.) s kojom je imao petoro djece:
1. Charlotte (1819. – 1884.)
2. Mayer Carl (1820. – 1886.)
3. Adolphe Carl (1823. – 1900.)
4. Wilhelm Carl (1828. – 1901.)
5. Anselm Alexander Carl (1835. – 1854.)

Umro je u Napulju dvije godine nakon smrti supruge Adelheide.